# Eduardo Pinheiro da Silva
Eduardo Pinheiro da Silva SDB (ur. 20 stycznia 1959 w Lins) – brazylijski duchowny katolicki, biskup diecezji Jaboticabal od 2015.

## Życiorys
Święcenia kapłańskie przyjął 19 stycznia 1991 w zgromadzeniu salezjanów. Był m.in. dyrektorem domu dla kandydatów do zakonu, kierownikiem biura duszpasterstwa młodzieży w Mato Grosso oraz koordynatorem zakonnej szkoły w Araçatuba.
2 marca 2005 papież Jan Paweł II mianował go biskupem pomocniczym archidiecezji Campo Grande oraz biskupem tytularnym Gisipa. Sakry biskupiej udzielił mu 6 maja 2005 ówczesny arcybiskup Campo Grande - Vitório Pavanello.
22 kwietnia 2015 papież Franciszek mianował go biskupem diecezjalnym Jaboticabal.